# بني فشات (سيدي علي بلقاسم)
بني فشات هي إحدى مشيخات المملكة المغربية، تتبع جغرافيا لإقليم تاوريرت وإداريًا لسيدي علي بلقاسم. يقدر عدد سكانها بـ 4873 نسمة حسب الإحصاء الرسمي للسكان والسكنى لسنة 2004.